# Frutto acerbo (film 1942)
Frutto acerbo (Between Us Girls) è un film statunitense del 1942 diretto da Henry Koster.